# Platón Sánchez
Platón Sánchez là một đô thị thuộc bang Veracruz, México. Năm 2005, dân số của đô thị này là 17670 người.